# نوک‌آباد (آب رئیس)
نوک‌آباد روستایی در دهستان آب رئیس بخش بزمان شهرستان ایرانشهر استان سیستان و بلوچستان ایران است.

## جمعیت
بر پایه سرشماری عمومی نفوس و مسکن در سال ۱۳۹۵ جمعیت این مکان ۱۷ نفر (۴خانوار) بوده‌است.